# ТПС (хоккейный клуб)
ТПС (фин. HC TPS Turku Oy) — финская хоккейная команда из города Турку. Выступает в Лииге. Основан в 1922 году

## История
Клуб организован в 1922 году как футбольный. TPS является аббревиатурой финского «Turun Palloseura» — Футбольное общество Турку (Turun — финское склонение названия города Турку, pallo — мяч, seura — общество). Хоккейная секция появилась после 1929 года. С 1992 по 1998 год команду тренировал российский специалист Владимир Юрзинов. До недавнего времени главным тренером команды являлся финский тренер Кай Суйкканен, бывший главный тренер клуба первой лиги «Хокки» из города Каяяни, приведший ТПС к золотым медалям в сезоне 2009/2010, и в начале сезона 2010/2011 возглавлявший хоккейный клуб «Локомотив» (Ярославль).

## Достижения
ТПС становился чемпионом Финляндии в 1956, 1976, 1989, 1990, 1991, 1993, 1995, 1999, 2000, 2001 и 2010 годах.
Победитель Кубка Европейских Чемпионов 1994 и Евролиги 1997 годов.
Обладатель 11 серебряных и 4 бронзовых наград в национальных чемпионатах.
Саку Койву, Микко Койву, Микка Кипрусофф, Антеро Нииттимяки и Микко Рантанен пришли в НХЛ из ТПС.